# Asteracmea stowae
Asteracmea stowae is een slakkensoort uit de familie van de Lottiidae. De wetenschappelijke naam van de soort is voor het eerst geldig gepubliceerd in 1906 door Verco.